# Hôtel-Dieu de Bayeux
L'Hôtel-Dieu de Bayeux est un édifice situé à Bayeux, dans le département du Calvados, en France. Certaines parties sont inscrites et d'autres classées au titre des monuments historiques.

## Localisation
Le monument est situé au no 13bis de la rue de Nesmond.

## Historique
L'hôtel-Dieu est fondé au XIe siècle et sous la direction des Chanoines réguliers de saint Augustin. Des bâtiments sont édifiés au XIIIe siècle.
La communauté des Augustines s'y installe au XVIIe siècle, les religieuses de la Miséricorde en 1643 et des travaux ont lieu entre 1696 et 1702 sous l'impulsion de l'évêque de Bayeux François de Nesmond. L'infirmerie est reconstruite vers 1770.
La communauté est dispersée sous la Révolution française mais reviennent après.
Des travaux ont lieu à la fin du premier quart du XIXe siècle, la salle des malades est reconstruite. La chapelle est modifiée.
L'édifice fait l'objet de plusieurs mesures de protection : le noviciat, les façades et les toitures de l'infirmerie, le jardin sont inscrits au titre des monuments historiques depuis le 27 décembre 1989. Le portail d'entrée et la chapelle sont classés depuis le 2 septembre 1994. Le logis des Augustines est classé depuis le 30 avril 1996.

## Architecture
L'immeuble est bâti en pierre. 

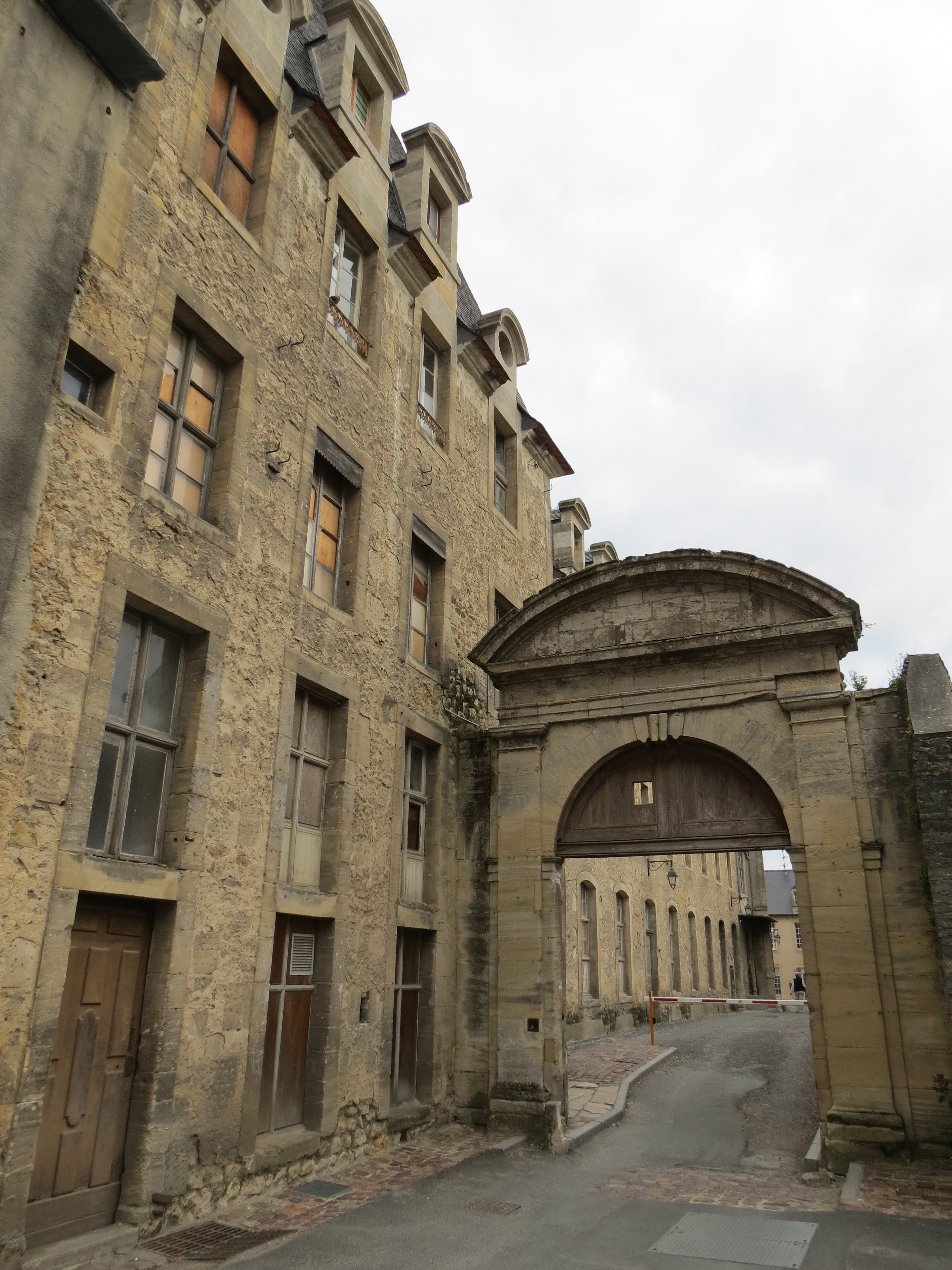
Portail
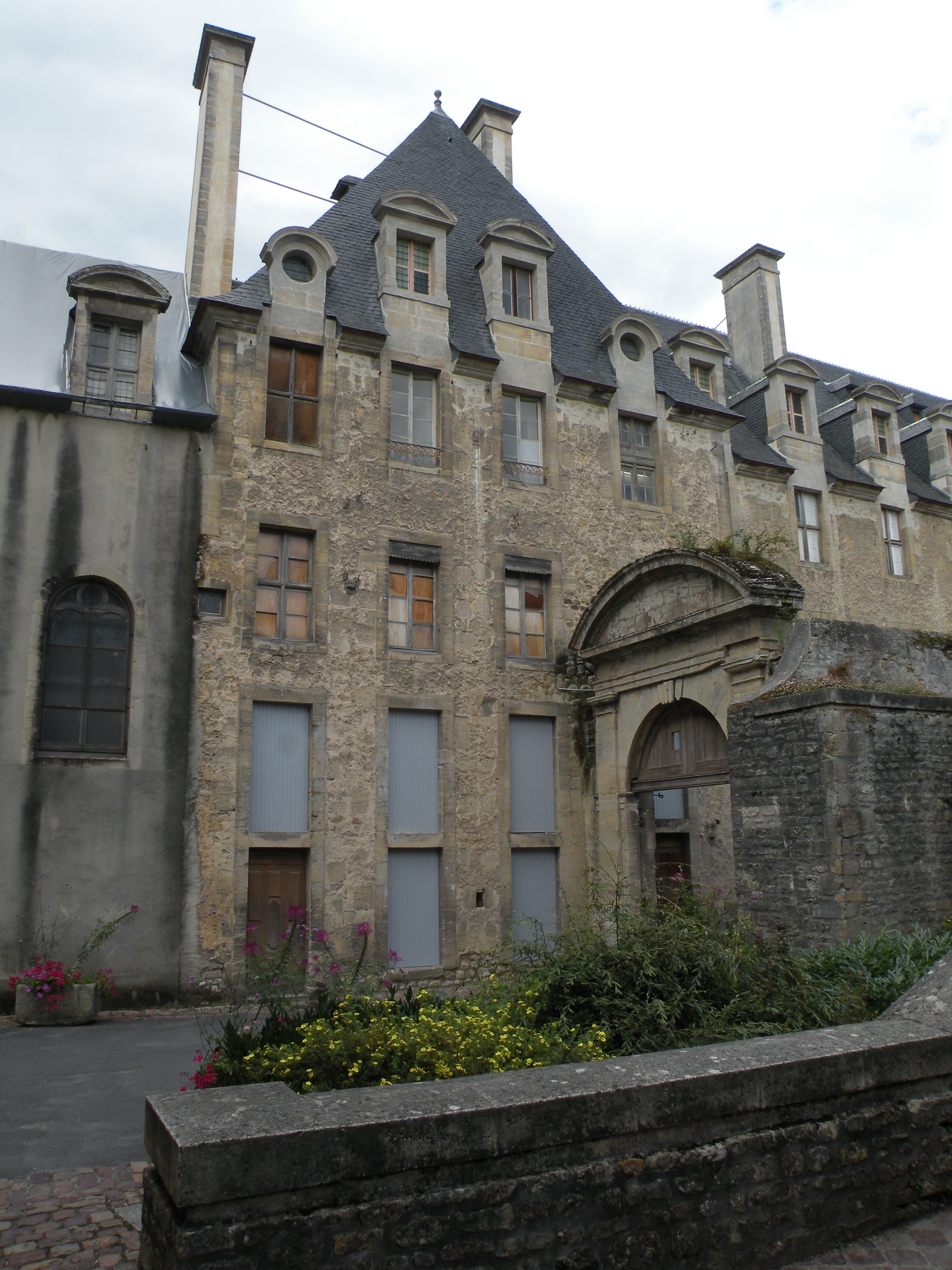
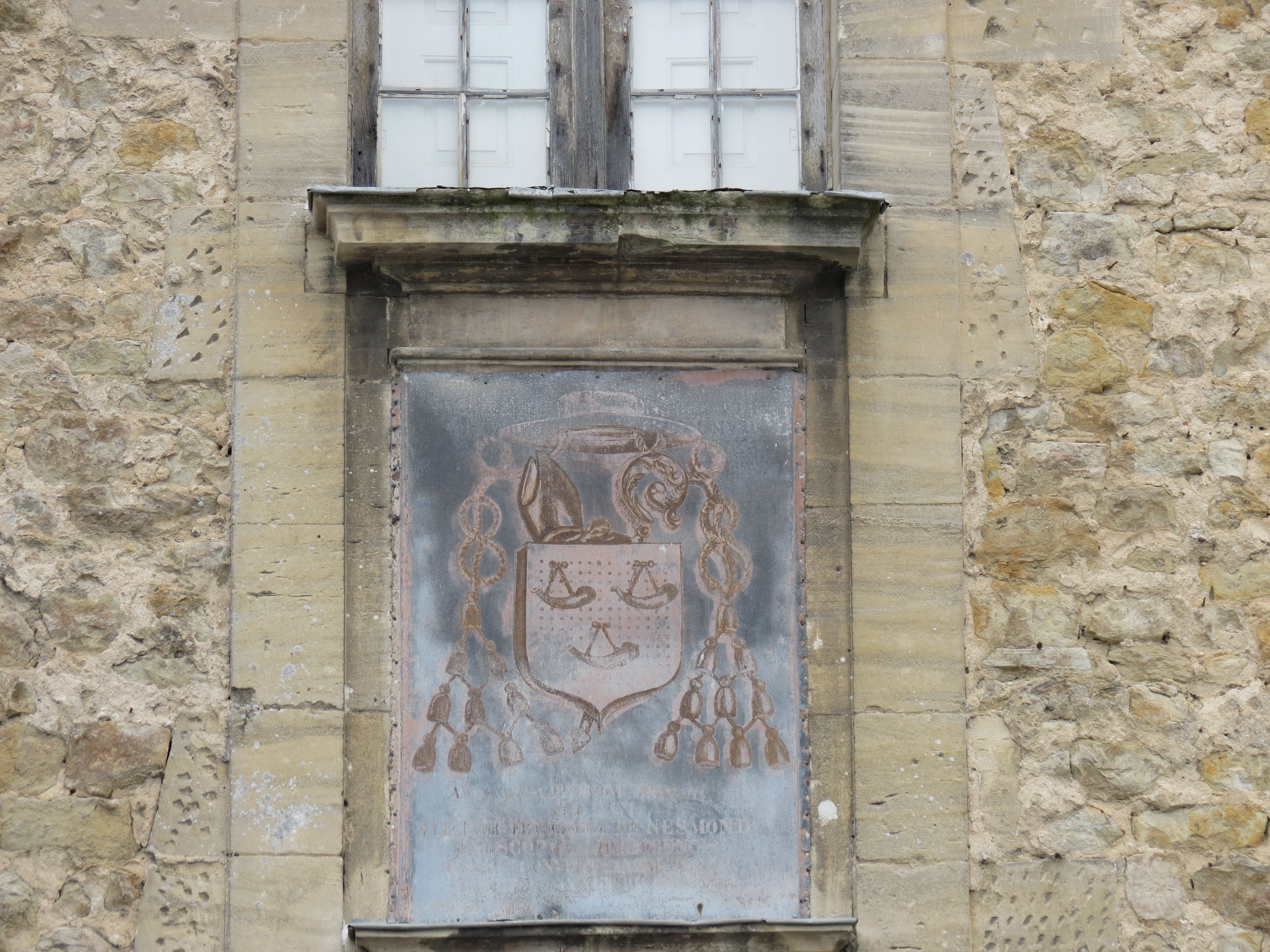
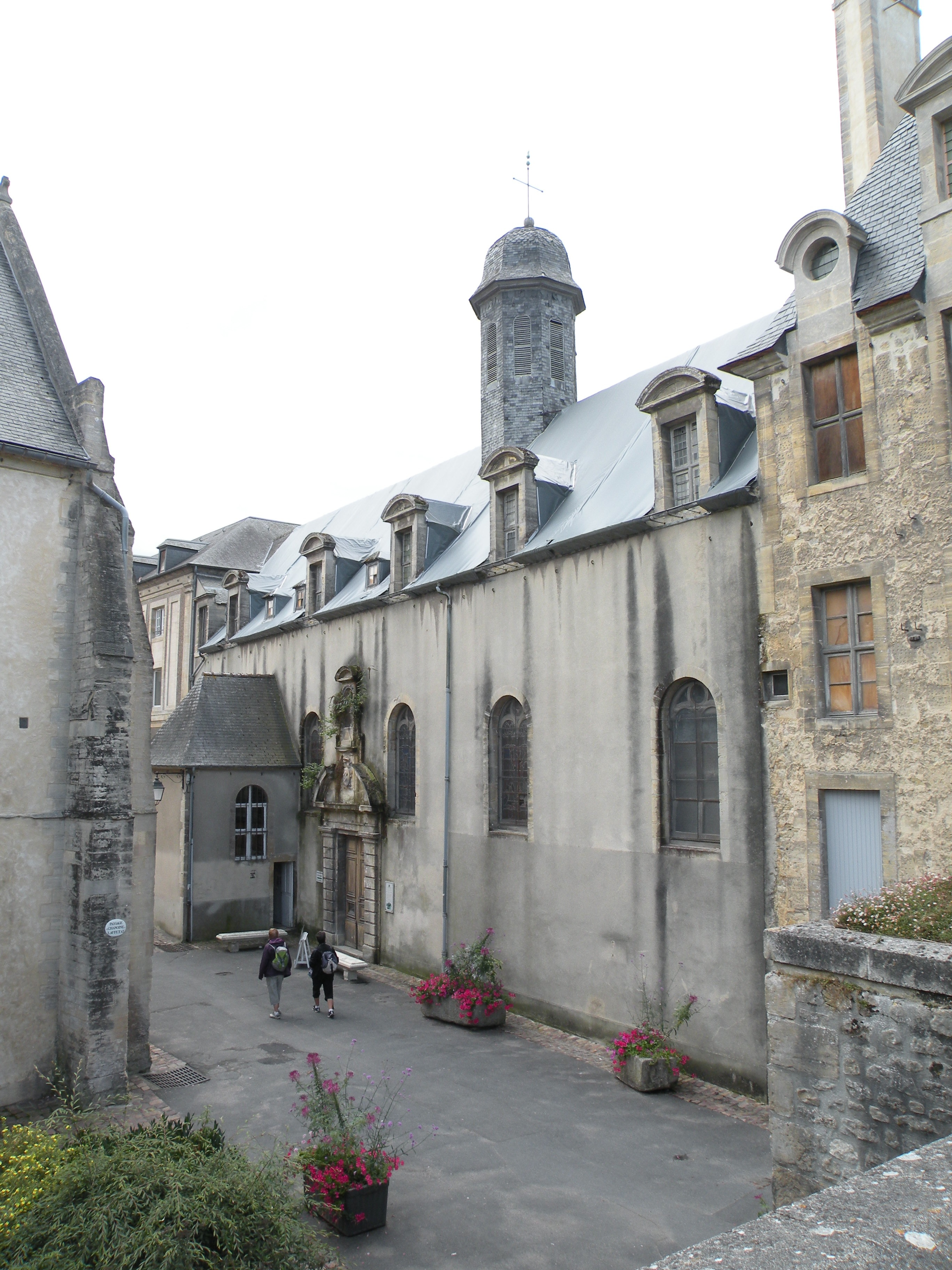
Chapelle des Augustines